# 红柴胡
红柴胡也叫香柴胡（东北）、软柴胡（中国北部）、狭叶柴胡、软苗柴胡、南柴胡（中药志），是伞形科柴胡属植物，原产中国大陆、西伯利亚、俄罗斯远东、朝鲜半岛、日本，生长于沙地、固定沙丘、阳坡、山坡草甸、草原、干旱石坡、路边草甸、干旱山坡、丘陵山坡、林缘、沙质草甸、山坡灌丛草坡、灌木林缘、山坡草丛中以及阳坡草丛中。其根部是柴胡正品的来源之一。